# قالقاچی
قالقاچی، روستایی است از توابع بخش انزل و در شهرستان ارومیه استان آذربایجان غربی ایرانکه جزو معروفترین روستاها از نظر داشتن معادن نمک غنی و معدن سنگ گرانیت به‌شمار می‌رود

این روستا در دهستان انزل شمالی قرار داشته و بر اساس سرشماری سال ۱۳۹۵ جمعیت آن ۱۶۰ نفر (۵۵ خانوار)
بوده است.
این روستا با ارومیه تقریباً ۷۲ کیلومتر و با سلماس حدود ۴۰ کیلومتر فاصله دارد
اهالی این روستا همگی مسلمان و شیعه هستند.
نزدیکترین روستا به آن روستای بویداش (نجف آباد) و قره باغ و گورچین قلعه است.
معروفترین و دیدنی‌ترین قسمت روستا به جز ساحل دریای آن منطقه ای به نام مرکید است که از سه طرف توسط کوه‌های اطراف محاصره شده و یک طرف آن ساحل دریا قرار دارد.
شغل مردم روستا کشاورزی است. که به علت خشکسالی تقریباً تمام چاه‌های عمیق و نیمه عمیق آن خشک شده و مردم برای کشاورزی به روستاهای اطراف ارومیه مراجعه می‌کنند. (برخی کلاً به ارومیه یا روستاهای اطراف آن مهاجرت کرده‌اند)
روستا در جلگه معروف به نام خود روستا یعنی در جلگه دشت قالقاچی و در ضلع ساحلی دلتای جلگه واقع است.
بزرگ‌ترین و مهم‌ترین معدن نمک ارومیه و نیز معدن سنگ گرانیت نیز در این روستا قرار دارد.
شبه جزیره آغ داغ نیز یکی دیگر از مکانهای دیدنی و جالب این روستا است که به صورت بسیار زیبایی در ساحل دریا خودنمایی می‌کند.
ساحل این روستا نیز به علت دارا بودن لجن طبی مانند روستای گورچین قلعه همه ساله در تابستان پذیرای شناگران و گردشگران و بیماران روماتیسمی است.
هرچند آب دریا روز به روز درحال کاهش و پسروی است ولی هنوز این روستا ایام ۱۳ به در و تابستان مهمانان خاص خود را دارد.
ظاهراً قرار شده بزودی به این روستا آب کشاورزی به صورت قطره ای داده شود.

## جمعیت
این روستا در دهستان انزل شمالی قرار داشته و بر اساس سرشماری سال ۱۳۸۵ جمعیت آن ۲۶۹ نفر (۷۳ خانوار)
بوده است.